# Alénya
Alénya (în catalană Alenyà) este o comună în departamentul Pyrénées-Orientales din sudul Franței. În 2009 avea o populație de 3.020 de locuitori.

## Evoluția populației
| An        | 1975  | 1982  | 1990  | 1999  | 2006  | 2009  |
| --------- | ----- | ----- | ----- | ----- | ----- | ----- |
| Populație | 1.006 | 1.211 | 1.562 | 2.318 | 2.780 | 3.020 |